# Oscadytes
Oscadytes is een geslacht van kevers uit de familie van de loopkevers (Carabidae). De wetenschappelijke naam van het geslacht is voor het eerst geldig gepubliceerd in 1975 door Lagar Mascaro.

## Soorten
Het geslacht Oscadytes is monotypisch en omvat slechts de volgende soort:
- Oscadytes rovirai Lagar Mascaro, 1975